# Francis Capra
Francis Capra (New York, 1983. április 27. –) amerikai színész.

## Fiatalkora és családja
New York-ban fedezték fel. Los Angelesben él édesanyjával és testvérével, a forgatókönyvíró és producer Chanel Caprával. Édesapját 2003-ban megölték. Így emlékszik vissza rá: „Sosem ismertem igazán az apámat, ha pedig beszélgettük, azt is csak szűkszavúan. Életének nagy részét börtönben töltötte és két éve meghalt. Lelőtték. Ő volt a mentorom tini koromban, hiszen anyukám nem tudta volna megtanítani, hogyan legyek férfi.”
Francis apja, Frank Capra III számos filmben volt rendezőasszisztens. Nagyapja, Frank Capra Jr. a wilmingtoni Screen Gems-nek volt az elnöke. Vezetékneve ellenére a család nem áll rokonságban Frank Caprával.

## Pályafutása
1993-ban debütált a mozivásznon a Bronxi mese című bűnügyi filmdrámában. Gyerekszínészként feltűnt a Szabadítsátok ki Willyt! 2. (1995), Shaquille O’Neal oldalán a Kazaam, a szellem (1996), valamint a Csiri Bá! (1997) című filmekben. Később a Veronica Mars című sorozatban szerepelt. 2006-ban a Crank – Felpörgetve mellékszereplője volt.
Francis belekóstolt a filmkészítésbe is: van egy filmprodukciós cége, a Take Off Productions, melyet barátjával, De'Aundre Bonds színésszel közösen vezet.

## Magánélete
Tizennyolc tetoválása van. A legjobban láthatóak a dollárokat és centeket ábrázoló összeállítás a szeme sarkában és egy korona a nyakán. A karján apja és fiatalabb testvérének neve olvasható. Ezen kívül látható a Muses Thalia and Melpomene szimbóluma, a "Seize Cash" szavak és egy katolikus frázis a "The Good Must Suffer."

## Filmográfia

### Film
| Év   | Magyar cím                  | Eredeti cím                      | Szerep                         | Magyar hang     |
| ---- | --------------------------- | -------------------------------- | ------------------------------ | --------------- |
| 1993 | Bronxi mese                 | A Bronx Tale                     | Calogero 'C' Anello (9 évesen) | Glósz Viktor    |
| 1995 | Szabadítsátok ki Willyt! 2. | Free Willy 2: The Adventure Home | Elvis                          | Szvetlov Balázs |
| 1996 | Kazaam, a szellem           | Kazaam                           | Maxwell 'Max' Connor           | Szvetlov Balázs |
| 1997 | Csiri Bá!                   | A Simple Wish                    | Charlie Greening               | Szalay Csongor  |
| 1998 |                             | SLC Punk!                        | fiatal Bob                     |                 |
| 2002 |                             | QIK2JDG (rövidfilm)              | Jackal                         |                 |
| 2003 |                             | Pledge of Allegiance             | Pat                            |                 |
| 2005 |                             | Venice Underground               | T-Bone                         |                 |
| 2006 | Crank – Felpörgetve         | Crank                            | bandavezér                     |                 |
| 2006 | Tányérdobálók               | Dishdogz                         | Cooper                         |                 |
| 2007 | Fehér bárány                | Black Irish                      | Anthony                        |                 |
| 2009 | Vér és csont                | Blood and Bone                   | Tattoo                         |                 |
| 2011 |                             | Clear Skies 3                    | Ghost                          |                 |
| 2011 | Rampart                     | Rampart                          | Seize Chasco                   | Németh Gábor    |
| 2014 | Veronica Mars               | Veronica Mars                    | Eli "Weevil" Navarro           | Moser Károly    |
| 2022 |                             | Shadows                          | Axel                           |                 |

### Televízió
| Év        | Magyar cím                                | Eredeti cím                               | Szerep               | Megjegyzések                                           |
| --------- | ----------------------------------------- | ----------------------------------------- | -------------------- | ------------------------------------------------------ |
| 1996      |                                           | My Guys                                   | Francis DeMarco      | 2 epizód                                               |
| 1997      | A Remény utcája                           | 413 Hope St.                              | Tony Garrett         | 1 epizód                                               |
| 2001      | Walker, a texasi kopó                     | Walker, Texas Ranger                      | Ace                  | 1 epizód                                               |
| 2001      | Az ikrek Malibuból                        | So Little Time                            | Tony                 | 1 epizód                                               |
| 2002      | The Shield – Kemény zsaruk                | The Shield                                | Jesus Rosales        | 1 epizód                                               |
| 2003      | 44 perc                                   | 44 Minutes: The North Hollywood Shoot-Out | Ramon                | tévéfilm                                               |
| 2003      | Az ügyosztály                             | The Division                              | James Barlow         | 1 epizód                                               |
| 2003      | A narancsvidék                            | The O.C.                                  | Z                    | 1 epizód                                               |
| 2003      | CSI: A helyszínelők                       | CSI: Crime Scene Investigation            | punk                 | 1 epizód                                               |
| 2003      |                                           | American Dreams                           | Palladino            | visszatérő szereplő (2. évad)                          |
| 2003      | Őrangyal                                  | The Guardian                              | Donny Longo          | 1 epizód                                               |
| 2004      | Bostoni halottkémek                       | Crossing Jordan                           | Jason Harris nyomozó | 1 epizód                                               |
| 2004      | Nyomtalanul                               | Without a Trace                           | Tito Cruz            | 1 epizód                                               |
| 2004–2019 | Veronica Mars                             | Veronica Mars                             | Eli "Weevil" Navarro | főszereplő                                             |
| 2005      | Vak igazság                               | Blind Justice                             | Mike Barreras        | 1 epizód                                               |
| 2005      | Amynek ítélve                             | Judging Amy                               | Marcus               | 1 epizód                                               |
| 2006–2008 | Hősök                                     | Heroes                                    | Jesse Murphy         | vendégszereplő (1. évad) visszatérő szereplő (3. évad) |
| 2007      | A főnök                                   | The Closer                                | Miguel Torres        | 1 epizód                                               |
| 2007      | Gyilkos elmék                             | Criminal Minds                            | Ervin                | 1 epizód                                               |
| 2008      |                                           | Heroes Unmasked                           | önmaga               | 1 epizód                                               |
| 2008      | Friday Night Lights – Tiszta szívvel foci | Friday Night Lights                       | Devin Diablo         | 1 epizód                                               |
| 2008      |                                           | Lincoln Heights                           | Carlo                | 1 epizód                                               |
| 2008      | Kemény motorosok                          | Sons of Anarchy                           | Mayan bérgyilkos     | 1 epizód                                               |
| 2009      | Castle                                    | Castle                                    | Juan Restrepo        | 1 epizód                                               |
| 2009      | NCIS                                      | NCIS                                      | Eddie Castillo       | 1 epizód                                               |
| 2010      | Zsaruvér                                  | Blue Bloods                               | Pablo Torres         | 1 epizód                                               |
| 2010      | Dr. Csont                                 | Bones                                     | Antony Truxton       | 1 epizód                                               |
| 2012      | Érintés                                   | Touch                                     | motoros              | 1 epizód                                               |
| 2014      | The Strain – A kór                        | The Strain                                | Crispin Elizalde     | visszatérő szereplő (1. évad)                          |
| 2014      | NCIS: Los Angeles                         | NCIS: Los Angeles                         | Salazar              | 1 epizód                                               |
| 2014      |                                           | Play It Again, Dick                       | önmaga               | főszereplő                                             |
| 2018–2019 | iZombie                                   | iZombie                                   | Baron                | vendégszereplő (4. évad) visszatérő szereplő (5. évad) |